# Magyarország ifjúsági olimpiai bajnokainak listája
Magyarország ifjúsági olimpiai bajnokai azok a sportolók, akik az ifjúsági olimpiai játékokon, a magyar csapat tagjaként, vagy valamilyen vegyes csapat tagjaként ifjúsági olimpiai bajnoki címet szereztek.
Az első ifjúsági olimpiát 2010-ben Szingapúrban rendezték. A magyar sportolók eddig összesen 67 érmet nyertek. Ebből 21 aranyérem egyéni, 3 pedig vegyes csapat tagjaként elért eredmény.
Összesen 23 magyar sportoló viseli az ifjúsági olimpiai bajnoki címet. Közülük
- 16 egyszeres,
- 4 kétszeres
- 3 háromszoros

ifjúsági olimpiai bajnok. A legeredményesebb magyar sportolók Késely Ajna és Milák Kristóf úszók.
A következő táblázat névsor szerint sorolja fel azokat a sportolókat, akik nyári ifjúsági olimpiai játékokon olimpiai bajnoki címet szereztek.
| Ábécé szerinti tartalomjegyzék                                                                           |
| --- |
| A, Á B C Cs D Dz Dzs E, É F G Gy H I, Í J K L Ly M N Ny O, Ó Ö, Ő P Q R S Sz T Ty U, Ú Ü, Ű V W X Y Z Zs |

## B
| Balázs Krisztián | 2018, Buenos Aires | torna | torna csapat (Nemzetek vegyes csapatának tagjaként) |
| Berecz Blanka    | 2018, Buenos Aires | úszás | pillangó, 200 m                                     |
| Bernek Péter     | 2010, Szingapúr    | úszás | hát, 200 m                                          |
| Biczó Bence      | 2010, Szingapúr    | úszás | pillangó, 200 m                                     |

## D
| Dudás Eszter | 2010, Szingapúr | triatlon | vegyes váltó |

## E
| Esztergályos Patrik | 2014, Nanking | vívás | párbajtőr |

## F
| Farkasdi Ramóna | 2010, Szingapúr | kajak–kenu | kajak egyes |

## G
| Gercsák Szabina | 2014, Nanking | cselgáncs | 63 kg         |
| Grátz Benjámin  | 2014, Nanking | úszás     | vegyes, 200 m |

## K
| Kapás Boglárka  | 2010, Szingapúr    | úszás      | pillangó, 200 m |
| Kapás Boglárka  | 2010, Szingapúr    | úszás      | gyors, 400 m    |
| Kenderesi Tamás | 2014, Nanking      | úszás      | pillangó, 200 m |
| Késely Ajna     | 2018, Buenos Aires | úszás      | gyors, 200 m    |
| Késely Ajna     | 2018, Buenos Aires | úszás      | gyors, 400 m    |
| Késely Ajna     | 2018, Buenos Aires | úszás      | gyors, 800 m    |
| Kiss Ádám       | 2018, Buenos Aires | kajak–kenu | kajak egyes     |

## M
| Milák Kristóf | 2018, Buenos Aires | úszás | gyors, 200 m    |
| Milák Kristóf | 2018, Buenos Aires | úszás | gyors, 400 m    |
| Milák Kristóf | 2018, Buenos Aires | úszás | pillangó, 200 m |

## Ö
| Özbas Szofi | 2018, Buenos Aires | cselgáncs | 63 kg |

## P
| Péni István        | 2014, Nanking      | sportlövészet | vegyes légpuska (Nemzetek vegyes csapatának tagjaként) |
| Pekler Zalán Tibor | 2018, Buenos Aires | sportlövészet | légpuska csapat (Nemzetek vegyes csapatának tagjaként) |
| Pusztai Liza       | 2018, Buenos Aires | vívás         | kard egyéni                                            |
| Pusztai Liza       | 2018, Buenos Aires | vívás         | vegyes kard csapat                                     |

## R
| Rabb Krisztián  | 2018, Buenos Aires | vívás      | kard egyéni        |
| Rabb Krisztián  | 2018, Buenos Aires | vívás      | vegyes kard csapat |
| Rendessy Eszter | 2018, Buenos Aires | kajak–kenu | kajak egyes        |

## Sz
| Szilágyi Liliána | 2014, Nanking | úszás | pillangó, 100 m |
| Szilágyi Liliána | 2014, Nanking | úszás | pillangó, 200 m |

## T
| Tótka Sándor | 2010, Szingapúr | kajak–kenu | kajak egyes |